# Гервасій Лінцевський
Гервасій Лінцевський (1720, село Іванівка, Київський полк — 8 січня 1798) — єпископ Відомства православного сповідання Російської імперії, випускник Київської духовної академії, ректор Суздальської духовної семінарії.

## Життєпис
Народився у 1720 у родині священника села Іванівки Київського полку.
Після закінчення Київської духовной академії вчителював у Переяславській колегії.
У 1746 році пострижений у чернецтво єпископом Переяславським Никодимом Скребницьким.
7 листопада 1758 року призначений настоятелем Білгородського Миколаївського монастиря з возведенням у сан архімандрита.
У 1764 році переведений у Олексіївський монастир у Воронежі.
24 березня 1768 року призначений настоятелем Троїцького монастиря, Чернігівської єпархії.
У 1773 році призначений настоятелем Великолуцького Троїце-Сергієвого монастиря.
23 листопада 1775 року переведений до Староруського Спаського монастиря.
З 13 березня 1776 — настоятель Пискорського Преображенського монастиря в Пермі. У цьому ж році, по хворобі, переміщений у Можайський Лужецький монастир.
З 17 липня 1777 — настоятель Суздальського Спасо-Євфімієвого монастиря.
22 січня 1778 року єпископ Суздальський Тихон Якубовський доручив йому виконувати обов'язки ректора Суздальської духовної семінарії з окладом у 100 рублів на рік, «аби він ще більш охочіше наглядав за учнями». Зрештою, префект ієромонах Антоній Великосельський, що раніше впродовж трьох років завідував Суздальською семінарією, як припускає історик цієї семінарії М. Малицький, «лишався найближчим і безпосереднім начальником семінарії»; він же викладав і богослов'я, предмет, що доручався зазвичай ректору; Гервасію, напевно, не подобалося значення Антонія, і у 1783 ректор доклав єпископу Тихону, що «спостерігання за учнями семінарії не може мати належної ферули» у зв'язку із різноманітною та складною діяльністю префекта. Але богослов'я було залишене за Антонієм, і тільки на допомогу префекту був призначений віце-префект. У обов'язках же Гервасія залишалося «за всіма вчителями доглядати спільно з префектом, щоб вони свої посади виконували якнайсумлінніше, для пізнання ж їхньої сумлінності спільно з префектом і віце-префектом обходити класи двічі на тиждень і питати про успіхи, а у разі неналежного виконання обов'язків, докласти спершу усно, а потім і письмово» Преосвященному.
Гервасій бажав приносити семінарії користь, і після виходу із семінарії Антонія він за відсутності вчителя богослов'я за власною ініціативою прочитав півтора курса із богослов'я. Але загалом управління семінарією було тягарем для Гервасія. Немало неприємностей було у нього і з особовим складом учнів: одні, як ієродиякон Іоасаф, не виправдовували довіри ректора, займаючись пиятикою і різноманітними «пустощами»; інші, подібно до вчителя Пігмеєва, були ворожі ректору.

«По заобыклой его необузданности языка, доносил Гервасий архиерею в ответ на предписание проэкзаменовать Пигмеева, немало я стороною наругательства понес. Да и лучшии по скоморошеству его посмеиваемы бывали. Потому и приступить к узнанию его остроты я не в состоянии и прошу Вашего Преосвященства иному сию комиссию препоручить. Однако признаю, что одни худые его нравы по Регламенту не могут сделать добрым и честным учителем».

Після вступу в 1788 році на Суздальську кафедру єпископа Віктора Онісімова Гервасій подав прохання про звільнення від ректорства.
12 жовтня 1788 року, згідно із проханням, звільнений від ректорства і 27 жовтня того ж року призначений настоятелем смоленського Хрестовоздвиженського монастиря.
З 6 травня 1795 — настоятель Новгородського монастиря.
13 травня 1796 року його призначили єпископом Феодосійським, вікарієм Катеринославської єпархії.
29 травня 1796 року хіротонізований на єпископа Феодосійського, вікарія Катеринославської єпархії.
Помер 8 січня 1798 року.